# Saint-Étienne-le-Molard

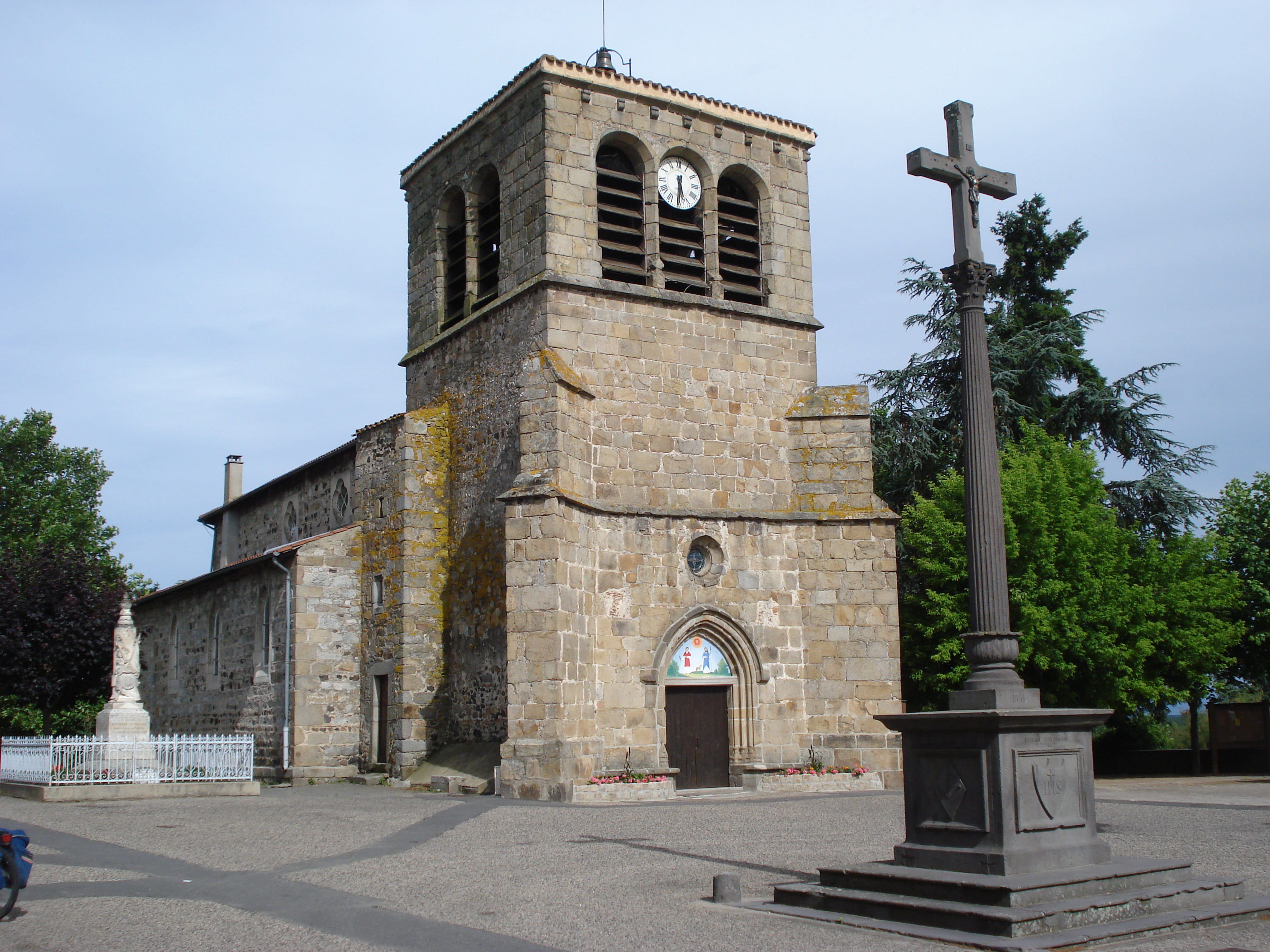
Kościół w Saint-Étienne-le-Molard, 2009

Saint-Étienne-le-Molard – miejscowość i gmina we Francji, w regionie Owernia-Rodan-Alpy, w departamencie Loara.
Według danych na rok 1990 gminę zamieszkiwało 625 osób, a gęstość zaludnienia wynosiła 38 osób/km² (wśród 2880 gmin regionu Rodan-Alpy Saint-Étienne-le-Molard plasuje się na 1043. miejscu pod względem liczby ludności, natomiast pod względem powierzchni na miejscu 683.).